# Władysław Spławiński
Władysław Zachariasz Spławiński (ur. 6 września 1889 w Krakowie, zm. w 1948) – major piechoty Wojska Polskiego, kawaler Orderu Virtuti Militari.

## Życiorys
Urodził się 6 września 1889 w Krakowie, w rodzinie Maksymiliana i Marii z domu Lukas. Miał czworo rodzeństwa. W 1901, po ukończeniu szkoły powszechnej, rozpoczął naukę w Gimnazjum św. Anny w Krakowie. W 1908, po zdaniu egzaminu maturalnego w klasie VIIIb, odbył obowiązkową służbę wojskową w cesarskiej i królewskiej Armii, w charakterze jednorocznego ochotnika. Na stopień kadeta rezerwy został mianowany ze starszeństwem z 1 stycznia 1911 i otrzymał przydział w rezerwie do 45 Galicyjskiego Pułku Piechoty w Przemyślu. W 1913 został mianowany chorążym rezerwy ze starszeństwem z 1 stycznia 1911. W latach 1909–1913 studiował na Wydziale Prawa Uniwersytetu Jagiellońskiego. W międzyczasie (1912–1913) wziął udział w mobilizacji sił zbrojnych Monarchii Austro-Węgierskiej, wprowadzonej w związku z wojną na Bałkanach.
3 października 1921 został przeniesiony do 2 Dywizjonu Żandarmerii w Lublinie na stanowisko komendanta Kadry Szwadronu Zapasowego w Krasnymstawie. Od 3 marca 1923 pełnił obowiązki dowódcy 2 Dywizjonu Żandarmerii. 30 marca 1927 został przeniesiony do kadry oficerów żandarmerii z równoczesnym oddaniem do dyspozycji dowódcy Okręgu Korpusu Nr II i przeniesieniem służbowym do Powiatowej Komendy Uzupełnień Lublin na okres czterech miesięcy celem odbycia praktyki. Później przedłużono mu przeniesienie służbowe o dwa miesiące. 8 października 1927 został przeniesiony do Powiatowej Komendy Uzupełnień Piotrków na stanowisko komendanta. W październiku 1927 został przeniesiony do korpusu oficerów piechoty z równoczesnym przeniesieniem do kadry oficerów piechoty i pozostawieniem na dotychczasowym stanowisku w PKU Piotrków. 25 stycznia 1929 został przeniesiony służbowo do Powiatowej Komendy Uzupełnień Warszawa Miasto II na stanowisko komendanta. Z dniem 30 września 1935 został przeniesiony w stan spoczynku.
Mieszkał w Warszawie przy ul. Jagiellońskiej 31. W 1936 przeniósł się do Bielska na Śląsku i zamieszkał przy ul. Zielonej 2 m. 2. W następnym roku przeniósł się na ulicę Widok 20. Był wówczas zatrudniony w firmie „Karl Korn”, w charakterze kierownika zakładu przemysłowego. W sierpniu 1937 był wezwany do Warszawy w celach wojskowych, gdzie otrzymał rozkaz wyjazdu wystawiony przez 1 Pułk Artylerii Przeciwlotniczej.
Przebywał w Oflagu VI E Dorsten. Po uwolnieniu z niewoli wrócił do kraju (został zarejestrowany w Państwowym Urzędzie Repatriacyjnym w Krakowie).
Był żonaty z Eugenią z Chromowskich, z którą miał córkę Krystynę (ur. 14 października 1918) i syna Zbigniewa (ur. 18 czerwca 1920).

## Ordery i odznaczenia
- Krzyż Srebrny Orderu Wojskowego Virtuti Militari nr 5796[1] – 19 października 1922[15][19]
- Złoty Krzyż Zasługi[20]
- Medal Pamiątkowy za Wojnę 1918–1921[20]
- Medal Dziesięciolecia Odzyskanej Niepodległości[20]
- Krzyż Wojskowy Karola[21]
- Krzyż Pamiątkowy Mobilizacji 1912–1913[7]

9 grudnia 1935 Komitet Krzyża i Medalu Niepodległości odrzucił wniosek o nadanie mu tego odznaczenia „z powodu braku pracy niepodległościowej”.